# Generic (formație)
Generic este o formație românească de muzică balcanică de restaurant cu valențe grecești, înființată în 1987. Fondatorul formației este cântărețul și chitaristul Dan Ciotoi, originar din județul Dâmbovița. Generic este unul dintre cele mai de succes grupuri de muzică balcanică din România anilor '80, alături de Azur și Odeon. Printre cele mai cunoscute melodii ale trupei se regăsesc „S-a rupt lanțul de iubire” și „Banii n-aduc fericirea”. 

## Istorie
Încă din 1984, Dan Ciotoi obișnuia să cânte la Restaurantul „Bucegi” din Târgoviște o îmbinare de muzică grecească și muzică românească, genul acesta luând repede mare amploare în Târgoviște. Acest gen muzical a influențat mulți cântăreți și instrumentaliști la vremea aceea din Târgoviște, care imitau stilul lui Dan Ciotoi.
Cu acest succes local, Dan Ciotoi decide să formeze formația Generic în 1987 ca o formație underground ce combina muzica grecească cu cea românească, formație care avea să cânte la restaurante. Până în 1987, trupa obișnuia să cânte fără vreun plan de a debuta.
Formația a rămas underground până în 1990 deoarece regimul comunist nu tolera genul de muzică cântată, debutând public în același an cu albumul „Raza de soare”. Albumul a fost înregistrat în 1987 și a fost disponibil sub formă de casete audio, imprimarea la casa de discuri Electrecord fiind interzisă din cauza regimului comunist. În 1989, albumul a fost imprimat, fiind disponibil doar pentru prietenii formației, totuși, formația debutează oficial în 1990 cu acest album, devenind un succes, conținând melodii cântate de trupă în anii precedenți. Albumul avea să vândă 700.000 de exemplare.
Între 1990 și 1992, Generic susținea concerte prin diverse locații din țară. Din 1992, formația nu mai avea așa de multe concerte sau chiar deloc. Dan Ciotoi a declarat pentru Vice că acest declin al concertelor este datorită faptului că „Ne puneau oamenii pe afiș și nu veneam să cântăm. Și atunci chiar dacă veneai cu spectacolul original, nu mai venea lumea. Publicul a fost mințit. Ăsta e motivul pentru care a scăzut interesul pentru concertele Generic.”
Din 1990, popularitatea formației începea să scadă. Generic scotea în continuare în mod constant albume până în anul 2000. Din anii 2000, declinul popularității a formației era iminentă, agravată încă de piața dominată de cântăreții de manele precum Adrian Minune și Costi Ioniță. Aceștia cântau un stil de muzică mai diferit de formațiile Generic, Azur și Odeon, care a atras populația, astfel cauzând un declin mare a popularității pentru aceste formații. Față de formația Generic, cântăreții de manele de pe piață apăreau până și la televizor, făcându-i foarte cunoscuți.
Din anul 2000 și până în 2009, începe o perioadă de umbră pentru formația Generic, neavând permisiunea de a apărea la televizor precum alți cântăreți, și fiind refuzați de case de discuri. Aceste interziceri și refuzuri au fost datorate prin faptul că formația Generic în 1996 și-a lansat propria casă de discuri. Dan Ciotoi, tot pentru Vice declară faptul că din cauza casei lor de discuri, alți cântăreți „nu puteau să-și vândă materialele lor”, rezultând în „nevoia” de a scoate formația de pe piață.
Generic continua să aibă evenimente private până în 2009. În anul 2009, formația Generic revine pe piața publică, lansând albumul „S-a rupt lanțul de iubire” împreună cu revista Taifas, care avea să vândă 85.000 de exemplare.

## Prezent
În prezent, formația Generic cântă în mare parte la petreceri, nunți și evenimente private, și încă susține concerte diferite prin țară, cel mai recent de la data scrierii fiind pe 1 februarie 2025 la Berăria H Herăstrău din București. Deși au trecut 35 de ani de la primul lor debut public, formația încă este apreciată de populație, mai ales cei care au crescut cu ei, fiind foarte cunoscută în rândul lor.